# مارین چیلیچ
مارین چیلیچ (به کروات: Marin Čilić) (زاده ۲۸ سپتامبر ۱۹۸۸- مجوگوریه) تنیس‌باز اهل کشور کرواسی است.
وی در مسابقات بین‌المللی مهمی شرکت کرده است که میتوان به قهرمانی در تنیس آزاد آمریکا در سال ۲۰۱۴ اشاره کرد، بهترین رتبه وی در رتبه‌بندی جهانی تنیس ۹ (۲۲ فوریه ۲۰۱۰) بوده است.